# 藤井五成
藤井 五成（ふじい いつなり）は日本の漫画家。

## 受賞歴
- 「BANG★BANG BOOGIE」アフタヌーン四季賞、2004年秋 準入選。
- 「JETFEVER A GO GO」アフタヌーン四季賞、2005年春 佳作。
- 「アオイヨル」小学館新人コミック大賞、第60回青年部門 佳作。

## 作品
- 中嶋!!!（『ヤングサンデー 増刊』読切、2008年2月10日号）
- ディライト（『週刊ヤングサンデー』短期集中連載、2008年30号 - 2008年34号）
- リッスン・トゥ・ザ・ミュージック（『YSスペシャル』読切、Vol.5）
- DRAGON JAM（『月刊!スピリッツ』2010年7月号 - 2011年3月号、『ビッグコミックスピリッツ』2011年23号 - 連載中、既刊16巻）

## 師匠
- 佐藤秀峰